# MAD Movie
Una MAD Movie (MADムービー Maddo Mūbī?,  Película MAD), cuyo acrónimo es MAD (ミュージックアニメ動画 Music Anime Dōga?,  relacionada con Anime Music Video) es un vídeo hecho por fanes japoneses, al igual que un AMV que por lo general se originan desde el sitio web japonés Nico Nico Douga y YouTube Poop. MAD también puede describir a la comunidad AMV japonesa, aunque pueden ser sobre cualquier cosa, desde clips de audio, imágenes editadas, a creaciones totalmente originales. Los MAD no necesariamente necesitan estar siempre relacionados con el anime, aunque son típicamente los más populares. El término MAD (ocasionalmente M@D) se piensa que hace referencia al nombre de uno de los MAD originales, en lugar de un acrónimo particular.

## Historia
Hoy en día la palabra MAD estipula un vídeo editado o cinta hecha como una parodia de series dōjin. Sin embargo, el verdadero origen de esta palabra viene de la Universidad de Osaka en su facultad de Artes y Música. Alrededor del año 1978, dos miembros, Mr. Shimagawa y Mr. Y, del grupo CAS comenzaron a hacer popurrís de anime y canciones con guitarra de series sentai. Después de un tiempo, decidieron tratar de utilizar sus grabaciones como música de fondo actual de los espectáculos. Después de esta prueba inicial, finalmente entraron en el reino de la parodia. Así, el nació el MAD.
Al mismo tiempo, en un lugar completamente diferente en Osaka, un estudiante de secundaria llamado Imai había comenzado su propia creación MAD. Todo comenzó a partir de su deseo por la música de fondo de la serie de anime Space Battleship Yamato. Actualmente no hay registros de teatro que hayan sido puestos en libertad, por lo que grabó la música de fondo del programa de televisión donde no había diálogo y reconstruyó los clips (juntándolos) para hacer una canción completa. Después de disfrutar el éxito en este primer esfuerzo, comenzó a reconstruir el diálogo de la serie y crear sus propias escenas memorables para el espectáculo. Al compartir sus obras con sus amigos seguidores de Yamato y divertirse jugando con las palabras y las frases, decidieron editar también el vídeo. Esta última instancia condujo a la creación del club MAD de Yamato en sus años de escuela secundaria. Por último, cuando Imai entró en la Universidad de Osaka en la facultad de Artes y Música, el destino de estas MAD se unió. Imai, contento de que había otras personas interesadas en este tipo de actos estrafalarios, tomó el sonido MAD creado por sus senpai y lanzó su nueva serie MAD.

## Tipos
Las películas MAD se puede dividir en un número de subcategorías. MAD no se limita a una sola categoría, pero además puede ser un miembro de varias categorías.

### MAD de Anime
Anime MAD (アニメMAD?) también conocido como MAD anime (MADアニメ?) y dōga MAD (動画MAD MAD dōga?) son quizás el tipo más común de MAD, se trata de más o menos el equivalente a los vídeos musicales del anime. Se trata básicamente de material de anime editado y ambientado con un poco de música. Algunos utilizan técnicas de vídeo elaboradas que se asemejan a los temas de apertura de videos animados profesionales.

### MAD de Imagen fija
Imagen fija MAD (静止画MAD Seishiga MAD?) utiliza las imágenes como fuente de vídeo. Las imágenes se toman a menudo de las novelas visuales o eroges, y por lo general contienen extensa animación y efectos que funcionan con el fin de crear un vídeo de dichas imágenes.

### MAD Unísono
Estos MAD toman la secuencia de apertura de un anime y lo recrean usando un video y fuente de audio diferentes, a menudo para dar un valor humorístico a la sincronización.

### MAD Neta
Neta MAD (ネタMAD?) suelen contener una broma rápida. A menudo son de 15 o 30 segundos de longitud.

## Base de datos de MAD
Una base de datos MAD muy grande está disponible en Portal web de Infoseek de Rakuten, Inc.